# 1994-es sílövő-világbajnokság
Az 1994-es sílövő-világbajnokságon csupán a csapatverseny szerepelt, mivel a többi versenyszám része volt a Lillehammerban megrendezett XVII. téli olimpiai játékok programjának. A világbajnokságot Kanadában, Canmoreban rendezték.

## Részt vevő nemzetek
| Egyesült Államok |
| Fehéroroszország |
| Franciaország    |
| Kanada           |

| Németország |
| Norvégia    |
| Olaszország |
| Oroszország |
| 8 nemzet    |

## Éremtáblázat
| Hely     | Nemzet           | Arany | Ezüst | Bronz | Összesen |
| 1.       | Olaszország      | 1     | 0     | 0     | 1        |
| 1.       | Fehéroroszország | 1     | 0     | 0     | 1        |
|          |                  |       |       |       |          |
| 3.       | Oroszország      | 0     | 1     | 0     | 1        |
| 3.       | Norvégia         | 0     | 1     | 0     | 1        |
|          |                  |       |       |       |          |
| 5.       | Németország      | 0     | 0     | 1     | 1        |
| 5.       | Franciaország    | 0     | 0     | 1     | 1        |
|          |                  |       |       |       |          |
| Összesen | Összesen         | 2     | 2     | 2     | 6        |

## Férfi

### Csapat
A verseny időpontja: 1994. március 20.
| #     | Versenyző                                                                                  | Lövőhiba (F+Á) | Időeredmény | Hátrány | #  | Versenyző                                                                              | Lövőhiba (F+Á) | Időeredmény | Hátrány |
| ----- | ------------------------------------------------------------------------------------------ | -------------- | ----------- | ------- | -- | -------------------------------------------------------------------------------------- | -------------- | ----------- | ------- |
| Arany | Olaszország · Pieralberto Carrara · Hubert Leitgeb · Andreas Zingerle · Wilfried Pallhuber | ?              | ?           |         | 4. | Norvégia · Sylfest Glimsdal · Ole Einar Bjørndalen · Halvard Hanevold · Jon Åge Tyldum | ?              | ?           | ?       |
| Ezüst | Oroszország · Vlagyimir Dracsov · Alekszej Kobelev · Valerij Kirijenko · Szergej Taraszov  | ?              | ?           | ?       |    |                                                                                        |                |             |         |
| Bronz | Németország · Jens Steinigen · Marco Morgenstern · Peter Sendel · Steffen Hoos             | ?              | ?           | ?       |    |                                                                                        |                |             |         |

## Női

### Csapat
A verseny időpontja: 1994. március 15.
| #     | Versenyző                                                                                             | Lövőhiba (F+Á) | Időeredmény | Hátrány | #  | Versenyző                                                                             | Lövőhiba (F+Á) | Időeredmény | Hátrány |
| ----- | --- | -------------- | ----------- | ------- | -- | ------------------------------------------------------------------------------------- | -------------- | ----------- | ------- |
| Arany | Fehéroroszország · Natallja Permjakova · Natallja Rizsankova · Irina Kokujeva · Szvjatlana Paramihina | 2+1 1+0        | 23:37.1     |         | 5. | USA · Laurie Tavares · Gillian Sharp · Joan Smith · Beth Coats                        | 1+1 3+1        | 25:02.4     | +1:25.3 |
| Ezüst | Norvégia · Ann Elen Skjelbreid · Åse Idland · Anette Sikveland · Hildegunn Fossen                     | 0+1 1+4        | 23:47.6     | +10.5   | 6. | Kanada · Lise Meloche · Yvonne Visser · Kristin Berg · Jane Isakson                   | 1+0 3+0        | 25:28.1     | +1:51.0 |
| Bronz | Franciaország · Emmanuelle Claret · Nathalie Beausire · Corinne Niogret · Véronique Claudel           | 0+0 2+0        | 23:57.7     | +20.6   | -  | Oroszország · Luiza Noszkova · Natalja Sznityina · Jelena Belova · Nagyezsda Talanova | Kizárták       |             |         |
| 4.    | Németország · Antje Harvey · Simone Greiner-Petter-Memm · Uschi Disl · Petra Schaaf                   | 1+2 3+2        | 24:48.2     | +1:11.1 |    |                                                                                       |                |             |         |